# Hamilton megye (Indiana)
Hamilton megye az Amerikai Egyesült Államokban, azon belül Indiana államban található. Megyeszékhelye Noblesville, legnagyobb városa Carmel. Lakosainak száma 347 467 fő (2020. április 1.). Hamilton megye Tipton, Madison, Hancock, Marion, Boone és Clinton megyékkel határos.

## Népesség
A megye népességének változása:
| Lakosok száma | 276 336 | 283 065 | 289 399 | 296 693 | 309 697 | 347 467 |
|               | 2010    | 2011    | 2012    | 2013    | 2015    | 2020    |